# لين كارتر (كاتب)
لين كارتر (بالإنجليزية: Lin Carter)‏ (9 يونيو 1930، سانت بيترسبرغ في الولايات المتحدة - 7 فبراير 1988 في الولايات المتحدة)؛ صحفي، كاتب وروائي أمريكي.

## روابط خارجية
- لين كارتر على موقع IMDb (الإنجليزية)
- لين كارتر على موقع ميوزك برينز (الإنجليزية)
- لين كارتر على موقع ديسكوغز (الإنجليزية)